# Градска општина Пантелеј
Општина Пантелеј је једна од 5 градских општина града Ниша, настала 2004. године. Граничи се са општином Сврљиг на североистоку, градском општином Црвени Крст на западу и градским општинама Медијана и Нишка Бања на југу.
У складу са Планом локалног економског развоја, интензивно се ради на унапређењу развоја малих и средњих предузећа, како би се изменила социјална и привредна слика овог региона.
У градској општини Пантелеј налази се Црква Светог Пантелејмона у Нишу, која је подигнута после ослобођења Ниша од Турака 8. августа 1878.

## Територија
Поред дела градског насеља, градска општина Пантелеј захвата и пределе Церја и Каменичког Виса на западу, а на истоку се простире до Пасјаче и Ореовца, са укупно 12 села. Зелене падине побрђа Сврљишких планина, са лепотама подземног лавиринта Церјанске пећине, представљају природно богатство општине. ГО Пантелеј је својим већинским делом рурална општина у којој пољопривреда представља традиционално најзаступљенију грану привреде и уједно најзначајнији развојни потенцијал.

## Насељена места
Градска општина Пантелеј се састоји из 14 насељених места од којих је једно градско — Ниш (део).
| Насељено место           | Број становника | Број становника | Промена (%) |
| Насељено место           | Попис 2011.     | Попис 2022.     | Промена (%) |
| ------------------------ | --------------- | --------------- | ----------- |
| Бреница                  | 522             | 428             | -18,01%     |
| Врело                    | 225             | 169             | -24,89%     |
| Горња Врежина            | 1.147           | 1.019           | -11,16%     |
| Горњи Матејевац          | 2.513           | 2.041           | -18,78%     |
| Доња Врежина             | 6.758           | 7.085           | +4,84%      |
| Доњи Матејевац           | 831             | 875             | +5,29%      |
| Јасеновик                | 396             | 305             | -22,98%     |
| Каменица                 | 3.745           | 3.773           | +0,75%      |
| Кнез Село                | 865             | 680             | -21,39%     |
| Малча                    | 1.030           | 853             | -17,18%     |
| Ниш — део                | 34.724          | 36.354          | +4,69%      |
| Ореовац                  | 299             | 259             | -13,38%     |
| Пасјача                  | 219             | 128             | -41,55%     |
| Церје                    | 212             | 150             | -29,25%     |
| Градска општина Пантелеј | 53.486          | 54.119          | +1,18%      |

## Становништво
| Етнички састав према попису из 2011.‍ | Етнички састав према попису из 2011.‍ | Етнички састав према попису из 2011.‍ | Етнички састав према попису из 2011.‍ | Етнички састав према попису из 2011.‍ |
| ------------------------------------ | ------------------------------------ | ------------------------------------ | ------------------------------------ | ------------------------------------ |
|                                      |                                      |                                      |                                      |                                      |
| Срби                                 | Срби                                 |                                      | 50.696                               | 94,78%                               |
| Роми                                 | Роми                                 |                                      | 556                                  | 1,04%                                |
| Бугари                               | Бугари                               |                                      | 331                                  | 0,62%                                |
| остали                               | остали                               |                                      | 1.903                                | 3,56%                                |

| Верски састав према попису из 2011.‍ | Верски састав према попису из 2011.‍ | Верски састав према попису из 2011.‍ | Верски састав према попису из 2011.‍ | Верски састав према попису из 2011.‍ |
| ----------------------------------- | ----------------------------------- | ----------------------------------- | ----------------------------------- | ----------------------------------- |
|                                     |                                     |                                     |                                     |                                     |
| Православци                         | Православци                         |                                     | 50.144                              | 93,75%                              |
| Католици                            | Католици                            |                                     | 108                                 | 0,20%                               |
| Муслимани                           | Муслимани                           |                                     | 91                                  | 0,17%                               |
| Протестанти                         | Протестанти                         |                                     | 49                                  | 0,09%                               |
| Атеисти и агностици                 | Атеисти и агностици                 |                                     | 400                                 | 0,74%                               |
| остали                              | остали                              |                                     | 2.694                               | 5,04%                               |

## Карактеристике
Сеоско подручје одликује се здравом и очуваном околином. Та предност погодна је за развој сеоског туризма засниваног на здравој храни и националној кухињи. Програмима сеоског туризма обухваћена је и заштита и обнова кућа грађених на старински начин. У туристичку понуду увршћено је и културно наслеђе – представљање фолклорних игара, обичаја и предмета народне радиности. У складу са Планом локалног економског развоја, интензивно се ради на унапређењу развоја малих и средњих предузећа, како би се изменила социјална и привредна слика овог региона.

## Спорт
У Пантелеју постоје три фудбалска клуба: ОФК Ниш, ФК Чегар 1946 и ФК Слога 1948. ОФК Ниш се такмичи у зони Центар. ФК Слога 1948 се тренутно такмичи у Другој Нишкој лиги у фудбалу. ФК Чегар 1946 се такмичи у Другој Нишкој Лиги.